# 全鑫
全鑫（1996年11月24日—），中国男子皮划艇运动员，2016年亚洲皮划艇激流锦标赛男子单人皮艇激流回旋和男子团体单人皮艇激流回旋银牌得主、2018年亚洲运动会男子单人皮艇激流回旋金牌得主、2022年亚洲运动会男子单人皮艇激流回旋金牌得主。